# Středověký most v Ronově nad Sázavou
Středověký kamenný most v Ronově nad Sázavou je významná památka města Přibyslav v kraji Vysočina (Ronov je její místní částí). 
Most pochází z 16. století, podle některých pramenů dokonce z 15. století a patří mezi 10 nejstarších dochovaných mostů v Čechách. Most, vedoucí přes řeku Sázavu, je skoro čtyřicet metrů dlouhý, má tři oblouky a na návodní straně je vybaven trojbokými ledolamy. Vedle něj vede hlavní silnice obce. Je chráněn jako kulturní památka.

## Poškození mostu a jeho oprava v letech 2012–2014
V únoru roku 2012 most poničily ledové kry, v dubnu 2012 most poničil těžký traktor, pod nímž se propadl, další ránu mu v tom samém roce daly letní přívalové deště. V květnu roku 2013 proto začala jeho rekonstrukce; v tom samém roce ho však ohrozila povodeň, která rekonstrukci zkomplikovala, hrozilo dokonce jeho zřícení.
V říjnu 2013 byla rekonstrukce i přes další problémy (nedostatek z historického hlediska vhodných kamenů) dokončena. Na základě malby malíře Antonína Chittussiho z 19. století a požadavku památkářů most navíc dostal (přes počáteční nesouhlas přibyslavské radnice) i původní bílou omítku. Most byl také opatřen železobetonovou tzv. vynášecí deskou, která zvýšila jeho nosnost na 22 tun a umožnila, aby po něm i nadále mohla jezdit těžká zemědělská technika. Parapet mostu byl z bezpečnostních důvodů zvýšen o 30 cm, i když tato výška údajně neodpovídala historické skutečnosti; spor dvou odborů radnice v Havlíčkově Brodě musel rozhodnout starosta. Na mostě taky proběhl archeologický výzkum, který například odhalil, že mostovka byla původně níž, čímž byla zrelativizováno i původní stanovisko památkového odboru Havlíčkobrodské radnice o nutnosti držet se historické skutečnosti ohledně výšky parapetu. Oprava stála asi 2,5 milionu korun. Omítka na mostě však začala brzo opadávat.